# Haut-Intyamon
Haut-Intyamon és un municipi suís del cantó de Friburg, situat al districte de la Gruyère. Aquest municipi es va crear el 2002 amb la unió d'Albeuve, Lessoc, Montbovon i Neirivue, antics municipis de la vall d'Intyamon.